# 邵岗镇
邵岗镇，是中华人民共和国宁夏回族自治区吴忠市青铜峡市下辖的一个乡镇级行政单位，曾为南典农城所在地，后以屯长之名命名。

## 行政区划
邵岗镇下辖以下地区：
邵刚村、邵南村、永涵村、玉泉村、东方红村、二旗村、邵西村、下桥村、沙湖村、邵北村、大沟村、甘城子村和玉西村。